# Laura Morera
Laura Morera (Madrid, 6 novembre 1977) è un'ex ballerina spagnola, prima ballerina del Royal Ballet dal 2007 al 2023.

## Biografia
Laura Morera è nata a Madrid, dove ha iniziato a prendere lezioni di danza prima di essere ammessa alla Royal Ballet School all'età di undici anni. Nel 1995 si è unita al Royal Ballet come ballerina di fila, per poi essere promossa al rango di solista nel 1999, prima solista nel 2002 e infine prima ballerina nel 2007.
Acclamata interprete dell'opera di Kenneth MacMillan e Frederick Ashton, nei suoi ventisette anni con il Royal Ballet ha danzato in molti dei grandi ruoli femminili del repertorio della compagnia, tra cui Diana in Sylvia (Ashton), Effie ne La Sylphide (Bournonville), Tatiana in Onegin (Cranko), Gamzatti ne La Bayadère (Makarova), la fata confetto ne Lo schiaccianoci (Wright), Kitri in Don Chisciotte (Petipa), Marie Larisch e Maria Vetsera in Mayerling (MacMillan), Natalia Petrovna in A Month in the Country (Ashton), Titania in The Dream (Ashton) e le eponime protagoniste di Giselle (Wright), Cenerentola (Ashton), Manon (MacMillan) e Anastasia (MacMillan). Inoltre ha danzato coreografie di George Balanchine, William Forsythe, Wayne McGregor, Liam Scarlett e Jerome Robbins.
Particolarmente apprezzata è stata la sua performance nel ruolo di Lise ne La Fille mal gardée nel 2015, per cui ha vinto il Critics’ Circle National Dance Award. Nel dicembre del 2021, dopo una rappresentazione di Giselle accanto a Federico Bonelli, il direttore artistico Kevin O'Hare ha consegnato a Morera la medaglia d'argento del Royal Ballet per festeggiare i suoi venticinque anni nella compagnia. Dopo 27 anni con la compagnia (15 dei quali come prima ballerina), Morera ha danzato per l'ultima volta al Covent Garden il 16 giugno 2023, interpretando Anna Anderson nell'Anastasia di MacMillan. L'addio definitivo alle scene è avvenuto il mese più tardi con una rappresentazione di A Month in the Country durante una tournée giapponese del Royal Ballet. Dopo il ritiro dalle scene ha continuato a lavorare con la compagnia in veste di répétiteur ed esperta dell'opera di MacMillan.
È sposata con Justin Meissner, ex ballerino del Royal Ballet.